# Mirko Hribar
Mirko Hribar, slovenski filozof, * 7. maj 1902, Ljubljana, † 31. marec 1999, Ljubljana.

## Življenje
Mirko Hribar se je rodil leta 1902 v premožni meščanski družini v Ljubljani. Njegova mati Evgenija in oče Dragotin Hribar sta imela trinajst otrok. Sprva sta starša Mirka poslala na Visoko trgovsko šolo v Prago, vendar se je po enem letu vrnil v Ljubljano in se jeseni leta 1920 vpisal na Filozofsko fakulteto. Doktoriral je leta 1926 pri profesorju Francetu Vebru, dve leti kasneje pa diplomiral še iz francoščine na Sorboni v Parizu.
V življenjepisu, ki ga je priložil k prijavi na doktorski rigoroz, je zapisal, da mu je zanimanje za filozofijo najprej vzbudilo naravoslovje. Nad modroslovjem se je navdušil ob branju Immanuela Kanta.
Predaval je na Filozofski fakulteti Univerze v Ljubljani. Njegova najljubša klasika sta bila Platon in Kant, predaval pa je tudi o Aristotlu, helenizmu, sholastiki, racionalizmu in empirizmu. Do leta 1965 je učil tudi kot gimnazijski profesor francoščine.
Pri sedemnajstih letih je spoznal svojo bodočo ženo, violinistko Vido Jeraj ml., hčer znane pesnice Vide Jeraj z Bleda. Leta 1929 sta se poročila. V Ljubljani na Idrijski ulici 19 je kupil manjšo tipsko hišo, ki jo je kasneje razširil arhitekt Miroslav Oražem v vilo  z bazenom in salonom s poslikavami Toneta Kralja
. V njej je Mirko gostil različne mislece, vila pa je dobila status filozofskega središča. Tri leta po Mirkovi smrti je umrla Vida, leto pozneje pa še sin Janez. Posledično so dediči Mirkovo hišo prodali.
Mirko Hribar se je dokončno upokojil in se iz svojega predavateljskega dela na oddelku za filozofijo umaknil leta 1975.

## Dela
Mirko Hribar je napisal nekaj filozofskih spisov, od katerih pa jih ni prav veliko objavil. Leta 1972 je v reviji Anthropos izšla njegova tako imenovana »Logična skica«, kar priča o tem, da se je Mirko ukvarjal tudi z logiko. Njegova najbolj izrazito znanstvena objava je bila razprava, v kateri je na grafični način predstavil stavčni račun. Leta 1973 je napisal tudi daljšo uvodno študijo k prevodu Descartesovih Meditacij. V šestdesetih in sedemdesetih letih pa je veliko prevajal, predvsem iz francoščine in nemščine (Leibniza, Husserla, Sartra idr.), prevajal pa je tudi stare kitajske modrece.
Leta 1987 je, iz njegovih zapiskov za predavanja, nastala knjižica Zgodovina filozofije: antična filozofija, ki je izšla pri DZS.

## Disertacija
Mirko Hribar je 23. oktobra 1926, star 24 let, po opravljenem rigorozu in sprejeti disertaciji z naslovom Osvetljenje nekaterih problemov transcendentalistične filozofije, pod mentorstvom profesorja dr. Franceta Vebra, napredoval v doktorja filozofije. Disertacija obsega 70 tipkanih strani formata A4 in je v tej obliki shranjena v arhivu Filozofske fakultete, skupaj z drugimi dokumenti v zvezi s tem doktoratom. Člani komisije pri doktorskem izpitu so bili trije ugledni profesorji: njegov mentor, filozof France Veber, pedagog Karel Ozvald in jezikoslovec Franc Šturm. Slednji je bil na njegovem izpitu iz francoščine, ki jo je kandidat izbral za »stranski rigoroz«. Ozvald ga je zavrnil, tako da je moral Hribar ta del doktorskega rigoroza ponavljati čez nekaj mesecev.
Prof. Veber je veljal za prizanesljivega mentorja in odprtega do mišljenjskih drugačnosti. Za Hribarjevo disertacijo je zapisal stavek: »V formalnem oziru pa spada mladi avtor očividno med take duhove, ki jih zanimajo bolj načelne strani vprašanj, ne tudi njih pravilna izpeljava«*, a ravno usmeritev k »načelnim stranem vprašanj« je pozneje postala njegov izrazit osebni presežek v filozofskem premišljevanju in pedagoškem delu.
Cilj njegove disertacije je bil uskladiti Kantov stari »kriticizem« s »transcendetalizmom«, h kateremu je Veber prišteval tudi lastno filozofijo. Hribar je odkril skupno točko obeh sistemov, ki naj bi bila »načelna neznanka«, omenja pa tudi pomembne razlike, zlasti metodološke: po Hribarjevem mnenju, Kant izhaja predvsem iz naravoslovne znanosti, ki ga potem vodi h kritiki čistega uma, pri čemer razlikuje med, transcendentalno filozofsko analizo in sintezo, ki obravnava in tudi zagotavlja »objektivnost« pri spoznavanju fenomenov, ter izkustveno psihološko znanost oz. vedo o »doživljajih«. Želel je še dokazati, da ni nekega temeljnega, nepremostljivega nasprotja med Kantom in filozofijo njegovega mentorja Vebra.
Glavne teze Hribarjeve disertacije so nakazane že v Uvodu, ki mu sledi pet poglavij: 1. Razmotrivanje o predočavanju, 2. Problem fundacije, 3. Problem »boljših« in »slabših« fenomenov, 4. K analizi zaznave in spomina, 5. Analogije**
Poleg zgoraj omenjene diseracije je Mirko Hribar napisal še eno, a je ni objavil.

## Dela
- Logična skica (I), Anthropos, 1972, št. 1-2
- Logična skica (II), Anthropos, 1972, št. 3-4
- Prva (neoddana) doktorska disertacija Mirka Hribarja, 1924
- Druga (»uradna«) doktorska disertacija Mirka Hribarja pri prof. Francetu Vebru, 1926
- knjižica Zgodovina filozofije: antična filozofija, 1987

### Prevodi
- Jean-Paul Sartre - Filozofija, estetika, politika ,1981
- Gottfried Wilhelm Lebiniz - Izbrani filozofski spisi, 1979
- Immanuel Kant - Zgodovinsko-politični spisi, 2006
- David E. Alexander, Pat Alexander - Svetopisemski vodnik,1989
- René Descartes - Meditacije o prvi filozofiji, v katerih je dokazano bivanje božje in različnost človeške duše in telesa, 1973
- Claude Lévi-Strauss - Zgodovina in dialektika, 1970
- Emund Husserl - Kartezijanske meditacije, 1975
- Franc Samuel Karpe - Prolegomena k celotni filozofiji in logika, 1975
- Iz stare kitajske filozofije, 1962